# حفاظت از شاهد مدیا
حفاظت از شاهد مدیا (انگلیسی: Madea's Witness Protection) فیلمی در ژانر کمدی به کارگردانی تایلر پری است که در سال ۲۰۱۲ منتشر شد. از بازیگران آن می‌توان به یوجین لوی، دنیس ریچاردز، رومئو میلر و دوریس رابرتس اشاره کرد.